# لنقتل زوجة ورد (فلم)
لنقتل زوجة ورد (بالإنجليزية: Let's Kill Ward's Wife) فيلم كوميدي أمريكي تم إصداره عام 2014 من تأليف و إخراج سكوت فولي (في أول ظهور له). و بطولة باتريك ويلسون ، دونالد فيزن.

## روابط خارجية
مقالات تستعمل روابط فنية بلا صلة مع ويكي بيانات